# 赤城博昭
赤城博昭（日语：／ Akagi Hiroaki，1970年—），日本男性動畫師、動畫演出家、動畫導演。出身於福島縣。
作為動畫師加入Telecom Animation Film ，從事動畫、原畫工作。 成為自由工作者後，主要為SHIN-EI動畫、亞細亞堂、GALLOP創作作品，然後在約2007年轉為演出家。
有時以的名義記入。

## 參加作品

### 電視動畫
1993年
- 忍者亂太郎（1993年—，分鏡、原畫）

1995年
- 櫻桃小丸子 (第2期)（1995年—，原畫）
- VR快打（—1996年，原畫）

1996年
- 烏龍派出所（—2004年，原畫）

1998年
- 丸少爺（1998年—，分鏡、演出、作畫監督、原畫）

2002年
- 我們這一家（—2009年，原畫）

2004年
- 怪傑佐羅利（—2005年，原畫）

2005年
- 光速蒙面俠21（—2008年，原畫）

2006年
- 不平衡抽籤（原畫、OP原畫）

2007年
- 悲慘世界 少女珂賽特（演出）
- 火影忍者疾風傳（—2017年，OP原畫）

2009年
- 夢象成真（日语：夢をかなえるゾウ）（作畫監督）
- GA 藝術科美術設計班（演出）
- 寵物反斗星（—2012年，分鏡）

2010年
- 神隱之狼（演出）
- 搞笑漫畫日和＋（演出、作畫）

2011年
- 眾神中的貓神（演出）

2012年
- 丸少爺特別篇 銀河在呼喚我 ～兩顆願望星星～（原畫）

2013年
- GJ部（演出）
- 義呆利 The Beautiful World（演出）
- DD北斗神拳（分鏡）
- 寶石寵物 Happiness（—2014年，分鏡、演出）
- 薔薇少女（演出）
- 魔奇少年 The kingdom of magic（演出）

2014年
- 笑傲曇天（分鏡、演出）

2015年
- 元氣少女緣結神◎（分鏡、演出）

2016年
- 在下坂本，有何貴幹？（演出）
- 宇宙巡警露露子（演出）
- 信長的忍者（演出）
- 齊木楠雄的災難（分鏡）
- 終末的伊澤塔（ED分鏡&演出）

2017年
- 雛邏輯 ～來自幸運邏輯～（導演[1]、分鏡、演出）

2018年
- 擅長捉弄人的高木同學（導演[2]、分鏡、ED分鏡&演出）

2019年
- 擅長捉弄人的高木同學2（導演[3]、分鏡）

2020年
- 女學。 ～聖女斯克威爾學院～（總導演[4]）

2021年
- 戰鬥員派遣中！（導演[5]、分鏡）
- 真白之音（導演[6]、分鏡）

2022年
- 擅長捉弄人的高木同學3（導演[7]）
- 杜鵑婚約（總導演[8]）

2023年
- 我內心的糟糕念頭（—2024年，導演[9]、OP演出）

### 電影動畫
1992年
- 紅豬（動畫）

1995年
- 魯邦三世：去死吧！諾查丹瑪斯的地獄（日语：ルパン三世 くたばれ!ノストラダムス）（原畫）

2003年
- 哆啦A夢：大雄與不可思議的風使者（原畫）

2005年
- 蠟筆小新：3分鐘百變大進擊（原畫）

2006年
- 蠟筆小新：Amigo！森巴入侵計畫（原畫）

2008年
- 蠟筆小新：風起雲湧的金矛勇者（原畫）

2010年
- 蠟筆小新：我的超時空新娘（原畫）
- 你看起來很好吃（原畫）

2012年
- 劇場版 怪傑佐羅利：大·大·大·大冒險！（原畫）

2022年
- 劇場版 擅長捉弄人的高木同學（導演、分鏡、演出）

### OVA
1991年
- 奇兵大冒險 風之塔（動畫）

2010年
- 日和+ DVD特典「聖徳太子短篇」（演出、作畫）

2012年
- 殭屍哪有那麼萌？（演出）
- 金田一少年之事件簿20週年記念系列（—2013年，演出）

## 相關項目
- Telecom Animation Film（日语：テレコム・アニメーションフィルム）
- 日本動畫師列表（日语：アニメ関係者一覧）